# 項琳 (明朝)
項琳（1619年—1670年），字人玉，號太璞，又號完庵，歙人。
出生於明末喪亂，無意於仕途，遊走湖山。受到吳梅村、王士禛賞識。同屠喬孫從《晉書》、《北史》、《魏書》、《冊府元龜》、《藝文類聚》、《太平御覽》等書中重輯《十六國春秋》百卷，仍託名崔鴻。康熙九年（1670年），歿於江都。另著有《太璞山人集》三卷。